# قارچ مرغ چوب
قارچ مرغ چوب (نام علمی: Grifola frondosa) نام یک گونه از تیره بزرگ‌تاقچه‌ایان است.

## شرح
مانند قارچ قفسه ای گوگردی ، قارچ مرغ چوب نیز یک قارچ چند ساله است که اغلب برای چندین سال متوالی در همان مکان رشد می کند. این بیماری بیشتر در مناطق شمال شرقی ایالات متحده رخ می دهد ، اما تا غرب آیداهو پیدا شده است.
این قارچ از یک ساختار غده مانند زیر زمین معروف به اسکلروتیوم ، تقریباً به اندازه یک سیب زمینی رشد می کند. بدن بارده ، به اندازه 100 سانتی متر (40 اینچ) و به ندرت 150 سانتی متر (60 اینچ) رشد می کند که یک خوشه ای است که از چندین کلاه قهوه ای مایل به خاکستری تشکیل شده است. اغلب حالت حلقه ای یا قاشقی دارند ، با حاشیه های مواج و به اندازه 2 تا 10 سانتی متر (1–4 اینچ) گسترده شده اند. سطح زیرین هر کلاه حدود یک تا سه منفذ در هر میلی متر را تحمل می کند. لوله ها به ندرت عمیق تر از 3 میلی متر هستند (1⁄8 اینچ). نوار سفید (ساقه) شیری دارای ساختار شاخه ای است و با بالغ شدن قارچ سخت می شود.

### مثال افراطی
در ژاپن نمونه ای از این قارچ پیدا شده است که می تواند به بیش از 45 کیلوگرم (100 پوند) برسد و به این سبب، به این قارچ غول پیکر لقب "پادشاه قارچ" را داده اند.

## استفاده
قارچ مرغ چوب قرن هاست که در چین و ژاپن مصرف می شود که یکی از قارچ های اصلی آشپزی است. این قارچ در بسیاری از غذاهای ژاپنی مانند nabemono استفاده می شود، به طوری که کلاهک های نرم تر باید کاملاً پخته شده باشند.